# International mobile equipment identity
De term International Mobile Equipment Identity, meestal afgekort tot IMEI, staat voor het (meestal 15-cijferige) nummer dat een gsm-toestel identificeert. Het kan worden gebruikt om het toestel te laten blokkeren bij verlies of diefstal. De provider heeft het nummer ook nodig om een mobiele telefoon te ontgrendelen. 
Sommige apparaten geven na het controlecijfer nog een tweecijferig Software Version Number SVN dat de softwareversie aanduidt. De 16-cijferige combinatie van IMEI plus SVN wordt International Mobile station Equipment Identity and Software Version Number (IMEISV) genoemd. 
Een mobiele telefoon zonder simkaart is vrijwel onbruikbaar, maar het blijft mogelijk het alarmnummer (112) te bellen. Wie zonder noodzaak veelvuldig het alarmnummer belt en meent dat ongestraft te kunnen doen door de simkaart te verwijderen, komt bedrogen uit, want zijn IMEI blijft zichtbaar.  
De IMEI wordt op het scherm getoond door op de mobiele telefoon *#06# in te toetsen.

## Indeling
- De eerste acht cijfers vormen de Type Allocation Code (TAC). De eerste twee cijfers van de TAC vormen de landcode van het land dat het apparaat heeft toegelaten. De volgende zes cijfers van de TAC vormen de toelatingscode.
- De volgende zes cijfers vormen de SNR, het eigenlijke serienummer.
- Het laatste cijfer (CD, Check Digit) is een controlecijfer. In Phase 1-apparaten is dit 0, vanaf Phase 2 is het in gebruik.
- Sommige apparaten geven na het controlecijfer nog een tweecijferig Software Version Number SVN dat de softwareversie aanduidt. De combinatie van IMEI plus SVN wordt International Mobile station Equipment Identity and Software Version Number (IMEISV) genoemd

### Tot 1 januari 2003
- De eerste zes cijfers vormen de Type Approval Code (TAC). De eerste twee cijfers van de TAC vormen de landcode van het land dat het apparaat heeft toegelaten. De volgende vier cijfers van de TAC vormen de toelatingscode.
- De daaropvolgende twee cijfers vormen de Final Assembly Code (FAC). Deze geeft de fabrikant van het apparaat aan.
- De volgende zes cijfers vormen de SNR, het eigenlijke serienummer.
- Het laatste cijfer (CD, Check Digit) is een controlecijfer. In Phase 1-apparaten is dit 0, vanaf Phase 2 is het in gebruik.
- Sommige apparaten geven na het controlecijfer nog een tweecijferig Software Version Number SVN dat de softwareversie aanduidt. De combinatie van IMEI plus SVN wordt International Mobile station Equipment Identity and Software Version Number (IMEISV) genoemd.

### Vanaf 1 januari 2003
Als hierboven, maar de FAC had als waarde 00.

### Vanaf 1 april 2004
De FAC is vervallen; de TAC werd uitgebreid tot 8 cijfers.